# Eleições municipais no estado de Roraima em 2024
As eleições municipais no estado de Roraima em 2024 ocorrerão, em primeiro turno, no dia 6 de outubro, e nos municípios que podem ter segundo turno, em 27 de outubro, com o objetivo de eleger um prefeito, um vice-prefeito e os vereadores das Câmaras Municipais responsáveis pela administração dos 15 municípios existentes no estado de Roraima para o exercício de um mandato a se iniciar em 1° de janeiro de 2025 e com término em 31 de dezembro de 2028.. 

## Candidatos às prefeituras e câmaras municipais
O Tribunal Regional Eleitoral no estado de Roraima (TRE-RR) registrou o total de 45 candidaturas a prefeito e 44 de vice-prefeito distribuídas pelos 15 municípios, o que dá uma média de 2,93 candidatos por município.
Quanto ao cargo de vereador de câmaras municipais, consta na Justiça Eleitoral o registro de 1.248 candidatos a vereador que disputam 163 vagas nas 15 câmaras municipais, o que dá uma média de 7,66 candidatos por vaga.

## Principais eleições por região geográfica
Roraima possui 4 regiões geográficas imediatas de acordo com o IBGE. Assim, considerando todo o estado de Roraima, os principais colégios eleitorais são os seguintes:
| Região geográfica imediata | Região geográfica imediata | Principal município da região | Candidatos a prefeito no município mais populoso |
| -------------------------- | -------------------------- | ----------------------------- | --- |
| 1                          | Boa Vista                  | Boa Vista                     | - Arthur Henrique (MDB); - Lincoln Freire (PSOL); - Mauro Nakashima (PV); - Catarina Guerra (União Brasil) [subjudice]; - Antonio Carlos Nicoletti (União Brasil) [subjudice]. |
| 2                          | Pacaraima                  | Pacaraima                     | - Dila Santos (PDT); - Hermógenes do Padre Cícero (PODE); - Walderi D'Ávila (PP);                                                                                              |
| 3                          | Rorainópolis               | Rorainópolis                  | - Paula Batista (PODE); - Pinto do Equador (REPU). |
| 4                          | Caracaraí                  | Caracaraí                     | - Antônio Reis (MDB); - Diane Coelho (PP); - Diego Farias (PSDB); - Gildeone Roque (NOVO).                                                                                     |